# A.C. Milan w sezonie 1920/1921

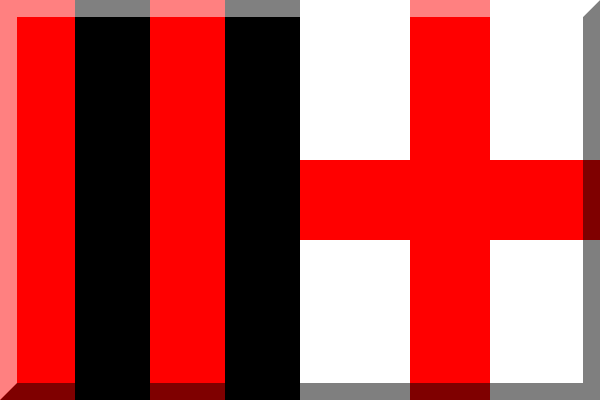
Klubowe barwy Milanu

Osiągnięcia piłkarskiego zespołu A.C. Milan w sezonie 1920/1921.

## Osiągnięcia
- Mistrzostwa Włoch: odpadnięcie w grupie półfinałowej

## Podstawowe dane
- Oficjalna nazwa klubu: Milan Football Club
- Siedziba klubu: Birreria Colombo, Via U. Foscolo 2
- Boisko: Viale Lombardia
- Prezes klubu:  Piero Pirelli I
- Trener zespołu:  Guido Moda I
- Kapitan drużyny:  Alessandro Scarioni II